# SN 2004bd
SN 2004bd – supernowa typu Ia odkryta 7 kwietnia 2004 roku w galaktyce NGC 3786. W momencie odkrycia miała maksymalną jasność 14,30m.